# بلادی مری (ترانه لیدی گاگا)
«بلادی مری» (انگلیسی: Bloody Mary) ترانه‌ای از خوانندهٔ آمریکایی لیدی گاگا برای دومین آلبوم استودیویی‌اش، اینگونه زاده شده‌ام (۲۰۱۱)، است. این ترانه به‌دست گاگا، فرناندو گاریبی و دی‌جی وایت شدو نوشته شد. گاگا و دی‌جی وایت شدو به‌همراه تولید مشترک تکمیلی گاریبی و کلینتون اسپارکس آن را تهیه‌کنندگی کردند. این ترانه اثری الکتروپاپ با عناصر سینث-پاپ و ترنس است که شامل سرودهای گریگوری می‌شود. گرچه که عنوان این ترانه اصطلاحی است که اکثراً به ملکهٔ انگلستان، یعنی مری تودور اطلاق می‌شود، گاگا در عوض نقش شخصیت انجیلی، یعنی مریم مجدلیه را در اشعار آن فرض می‌کند. گاگا مریم مجدلیه را یک «نیروی زنانه‌ای» می‌دانست که از دوران کودکی‌اش او را در مدرسهٔ دخترانهٔ کاتولیک ستایش می‌کرد. «بلادی مری» یکی از چندین قطعهٔ آلبوم با رنگ و بوی مذهبی است.
بازخورد منتقدان به «بلادی مری» عموماً مثبت بود، که تحلیل‌گران آن را «گوتیک» و «شبح‌گونه» می‌دانستند و به ساختار تولید آن تأکید داشتند. گاگا این ترانه را ابتدا در تور کنسرت (۲۰۱۲–۲۰۱۳) خود، بورن دیس وی بال، به صورت زنده اجرا کرد، که در آن‌جا او با لباس سفید همراه با دو رقصنده که لباس مشابهی داشتند، بالای صحنه شناور بود. در طول تور جهانی جوآن (۲۰۱۷–۲۰۱۸)، او یک کت قرمز پررنگ و ماسک چشم برای اجرا به تن کرد. گروه راک انگلیسی هاررز نسخهٔ ریمیکس «بلادی مری» را برای دومین آلبوم ریمیکس گاگا، اینگونه زاده شده‌ام: ریمیکس (۲۰۱۱) اجرا کرد.
در سال ۲۰۲۲ به‌دنبال پخش مجموعهٔ یعنی ونزدی، رقص شخصیت اصلی سریال و بازآفرینی طرفداران با این ترانه در سرویس اشتراک‌گذاری ویدیوی تیک‌تاک به‌طور گسترده‌ای فراگیر شد. این موضوع منجر به افزایش پخش ترانه در اسپاتیفای شد و «بلادی مری» به عنوان تک‌آهنگ در دسامبر ۲۰۲۲—یازده سال پس از انتشار آلبومی که حاوی آن بود—به رادیو فرانسه و ایتالیا فرستاده شد. ماه بعد، به رادیو پاپ ایالات متحده نیز ارسال شد. این ترانه پس از تبدیل به تک‌آهنگ، به جایگاه ۴۰تای برتر چندین جدول در سراسر جهان از جمله بریتانیا، آلمان، ایتالیا، لهستان، سوئد و سوئیس رسید و علاوه بر این، در قالب رادیو پاپ در ایالات متحده در بین ۴۰ ترانه برتر قرار گرفت.